# Свистунов, Владимир Михайлович
Свистунов Владимир Михайлович (8 февраля 1941, Тихорецк, Краснодарский край — 25 февраля 2017, Харьков) — украинский советский физик, доктор физико-математических наук, профессор, лауреат Государственной премии УССР в области науки и техники (1980).

## Биография
Родился 8 февраля 1941 года в городе Тихорецк Краснодарского края.
В 1963 г. окончил Харьковский государственный университет  по специальности «Физика низких температур».
С 1965 по 2003 гг. работал  в Донецком физико-техническом институте АН УССР, где прошел путь от младшего научного сотрудника до руководителя отдела сверхпроводимости.
Кандидатскую диссертацию «Исследование эффектов Джозефсона в туннельных контактах на основе свинца и олова» он защитил в 1971 г., а докторскую на тему «Туннельные явления в сильно сжатых твердых телах» – в 1980 г.
В 1982 г получил звание профессор.
В период 1991-2003 гг. – заместитель главного редактора журнала «Физика и техника высоких давлений».
  С  2003 г. по 2011 г В. М. Свистунов работал профессором, заведующим кафедрой (2004-2008) технической криофизики  в Харьковском Политехническом институте.
Умер 25.02.2017 ,  похоронен в Харькове

## Научная деятельность
Круг научных интересов Владимира Михайловича был связан с исследованием туннельных эффектов и эффектов Джозефсона.
   Впервые обнаружил (совместно с И.К. Янсоном. И. М. Дмитренко) джозефсоновскую СВЧ-генерацию –нестационарный эффект Джозефсона.
   Совместно с академиком НАН Украины А. А. Галкиным обнаружено и исследовано влияние флуктуаций различной природы на установление фазовой когерентности через туннельные барьеры, что стимулировало развитие нового научно-прикладного направления в СССР, Украине и за рубежом.
Он впервые использовал квантовый метод туннельной спектроскопии для изучения под высоким давлением сверхпроводящих и нормальных свойств металлов.
Наиболее весомым научным вкладом В.М. Свистунова в решении проблемы механизмов высокотемпературной сверхпроводимости является выявление влияния высоких давлений на критический ток ВТСП-керамики.
Под руководством Владимира Михайловича защищено 3 докторских и 14 кандидатских диссертаций.
Профессор В. М. Свистунов является автором более 200 научных трудов в области сверхпроводимости, туннельных явлений  в твердых телах, физики высоких давлений, магнетизма.  Имеет три авторских свидетельства, монографию  (совместно с М.Белоголовским) ”Туннельная Спектроскопия”(1986 Киев,Наукова Думка),монографические статьи в УФН, был  редактором перевода с английского книги  Вольфа Е.”Принципы Туннельной Спектроскопии “1990 Киев, ”Наукова Думка”
В. М. Свистунов вместе с академиком А. А. Галкиным выступил инициатором создания кафедры физики низких температур и физики твердого тела в Донецком национальном университете.
Активно участвовал в международном сотрудничестве  с учеными Японии, США, Польши, Словакии, был инициатором и руководителем международных симпозиумов “HTc Superconductivity &Tunneling Phenomena”(1992,1994), членом  оргkомитетов  ряда  международных конференций;  профессор/Special Visiting Professor/Researcher   в университетах Бразилии ,США, Японии .

## Принципиальные   результаты изложены в работах
1. Открытие нестационарного эффекта Джозефсона: Впервые зарегистрирована  джозефсоновская СВЧ–генерация и обнаружено влияние флуктуаций  различной природы  на установление фазовой когерентности  через диэлектрические барьеры, что  стимулировало развитие нового научно-прикладного направления в СССР и за рубежом( ЖЭТФ,1965, 48,с.976;Письма в ЖЭТФ,1967,5,с.396;1968,8,c.521;ЖЭТФ.,1971,60, c.651).
2.Впервые  метод Туннельной  Спектроскопии  применен в изучении под  высоким  давлением  сверхпроводящих и нормальных свойств металлов: обнаружены эффекты  изменения энергетической щели и электрон–фононного взаимодействия (ЭФВ). Эксперименты внесли  основополагающий  вклад в решение    проблемы   механизмов изменения  под  давлением свойств   сверхпроводников.
( Phys.Stat.Sol.1968,26,1,p.K55; Phil.Mag.B., 1981,  43,1, p. 75:  УФН,1987, 151,с..31).
3. Cильно коррелированные  электронные системы
а)ВТСП:
-первые экспериментальные доказательства роли Электрон-Фононного Взаимодействия в механизмах спаривания ВТСП. Письма в ЖЭТФ 1987,46,63; УФН,1993,163,1; ЖЭТФ,113,4,1397 (1998);  Physica.B, 219, 172 (1996); JPSJ(Japan) 2000,69,9,2743).
-обнаружение влияния высоких давлений на критический ток керамики определило основу для развития оригинального подхода к  созданию токо- несущих  ВТСП систем с высокой плотностью тока (104а/см2, Т=77К) (ЖЭТФ1991,100,1945; Mod.Phys.Lett.B,1997,11,26/27,1133; Physica C,303 (1998), 177);
б)Манганиты:
Обнаружение эффектов магнитно–двухфазного состояния локализованных феррообластей  в туннельном барьере, электромиграционного механизма, электрон–фононного и электрон-магнонного взаимодействий на ТМС (ЖЭТФ 2000, 118, p. 629; JPSJ  2001,70, p. 7; ФНТ 2002, 28,5, p. 553; ФТТ 2002, 44,p. 1158; JPSJ (2003), 72,1, p. 131;

## Награды
1980 г. Государственная премия УССР в области науки и техники за выдающийся вклад в решение проблемы механизмов изменения под давлением свойств сверхпроводников
1994 г.  Присвоено почетное звание Соросовский профессор.
В 2008 г. отмечен премией «Интеллект Харькова» им. Л.В. Шубникова за достижения в области физики.
Награжден медалями  «За трудовую доблесть», «За доблестный труд».